# Centrolene papillahallicum
Centrolene papillahallicum és una espècie de granota que viu a la Guaiana.